# Уиллоу-Ривер (город, Миннесота)
Уиллоу-Ривер (англ. Willow River) — город в округе Пайн, штат Миннесота, США. На площади 4,5 км² (4,1 км² — суша, 0,4 км² — вода), согласно переписи 2002 года, проживают 309 человек. Плотность населения составляет 75,9 чел./км².
- Телефонный код города — 218
- Почтовый индекс — 55795
- FIPS-код города — 27-70492[1]
- GNIS-идентификатор — 0654204[2]